# Bong Jae-hyun
Bong Jae-hyun (hangul: 봉재현 (); Gangbuk-gu, Seúl, 4 de enero de 1999), también conocido simplemente como Jaehyun, es un cantante y actor surcoreano, conocido por ser exmiembro del grupo masculino surcoreano Golden Child. Como actor, es mejor conocido por sus papeles en Twinkling Watermelon (2023) y High School Return of a Gangster (2024).

## Biografía
Jaehyun nació el 4 de enero de 1999 en Gangbuk-gu, Seúl, Corea del Sur. Asistió a la Escuela de Arte Múltiple Hanlim.

## Carrera

### 2017-presente: Debut con Golden Child, salida de Golden Child y actividades en solitario
Jaehyun fue seleccionado para ser miembro del grupo masculino surcoreano Golden Child en la serie de telerrealidad Woollim Pick en 2017. El grupo debutó oficialmente con el lanzamiento grupal de su primer EP 'Gol-Cha!' el 28 de agosto de 2017.
Jaehyun hizo una aparición especial en el primer episodio del drama web Convenience Store Fling, el 23 de enero de 2021, marcando su debut como actor. 
El 6 de abril de 2023, se confirmó que Jaehyun sería parte del elenco principal del drama web High School Return of a Gangster, que fue estrenado en 2024. Más tarde, en ese mismo mes, hizo su debut en cinematográfico en la película de terror Urban Myths, estrenada el 27 de abril.
El 22 de agosto de 2023, se confirmó que Jaehyun interpretaría a Eunho en el drama televisivo Twinkling Watermelon, que se emitió el 25 de septiembre.
El 27 de diciembre de 2024, se confirmo mediante un comunicado de Woollim Entertainment que él, junto a cuatro miembros más, abandonarían Golden Child y la empresa.

## Filmografía

### Películas
| Año  | Título                | Papel                    | Notas             | Ref.   |
| ---- | --------------------- | ------------------------ | ----------------- | ------ |
| 2015 | 4th Place             | Desconocido              | Estrella invitada |        |
| 2018 | Golden Child: Miracle | Bong Jae-hyun (Él mismo) | Papel secundario  |        |
| 2022 | Urban Myths           | Young-min                |                   | [ 14 ] |

### Series de televisión
| Año  | Título               | Papel        | Notas                    | Ref.   |
| ---- | -------------------- | ------------ | ------------------------ | ------ |
| 2022 | Revenge of Others    | Bang Woo Tak | (Ep. 7) (Papel invitado) |        |
| 2023 | Twinkling Watermelon | Eun-ho       |                          | [ 15 ] |

### Series web
| Año  | Título                           | Papel                    | Ref.   |
| ---- | -------------------------------- | ------------------------ | ------ |
| 2019 | Crash! Insignificant Roommates   | Bong Jae-hyun (Él mismo) |        |
| 2020 | Crash! Insignificant Reunion     | Bong Jae-hyun (Él mismo) |        |
| 2021 | Convenience Store Fling          | Bong Jae-hyun (Él mismo) |        |
| 2024 | High School Return of a Gangster | Choi Se Kyung            | [ 16 ] |

### Programas de variedades
| Año  | Título       | Ref. |
| ---- | ------------ | ---- |
| 2017 | Woollim Pick |      |